# Pente (mathématiques)
Pour les articles homonymes, voir Pente.

La pente de la droite est

En mathématiques, la pente d'une droite, son coefficient angulaire ou encore son coefficient directeur, est un nombre qui permet de décrire à la fois le sens de l'inclinaison de la droite (si on monte quand on la parcourt de la gauche vers la droite, le nombre est positif, si on descend, le nombre est négatif) et la force de celle-ci (plus le nombre est grand en valeur absolue, plus la pente est forte).
En géométrie cartésienne, le coefficient directeur d'une droite, non parallèle au deuxième axe de coordonnées, désigne le coefficient {\displaystyle a} de l'équation de la droite, {\displaystyle y=ax+b}. Cette quantité représente la variation de l'ordonnée {\displaystyle y} lorsque l'abscisse {\displaystyle x} augmente d'une unité. La pente d'une droite (non parallèle à l'axe {\displaystyle Oy}) correspond donc au rapport entre la variation de {\displaystyle y} et la variation correspondante de {\displaystyle x}. 
Dans un repère cartésien orthonormé, la pente correspond à la tangente de l'angle que fait la droite avec l'axe {\displaystyle Ox}. L'axe {\displaystyle Ox} étant interprété comme un axe horizontal, la pente représente le rapport entre la distance verticale et la distance  horizontale lorsqu'on suit le mouvement d'un point sur la droite. Cette pente peut être exprimée par un pourcentage : une pente de 20 % correspond par exemple à un coefficient directeur de 1/5.
Si une fonction réelle est dérivable en un point d'abscisse x0, sa courbe représentative admet une tangente en ce point dont la pente est égale au nombre dérivé de la fonction en x0.

## Calcul du coefficient directeur d'une droite déterminée par deux de ses points

Pentes de droites parallèles et perpendiculaires

Exemple de droite passant par l'origine du repère cartésien orthonormé et définie par deux points A et B.

Dans un repère cartésien quelconque (non nécessairement orthogonal, ni normé) :
- si la droite n'est pas parallèle à l'axe {\displaystyle Oy}, et si l'on connaît deux points distincts A {\displaystyle (x_{A},y_{A})} et B {\displaystyle (x_{B},y_{B})}, le coefficient directeur m de cette droite, sa pente, vaut :
{\displaystyle m={y_{B}-y_{A} \over x_{B}-x_{A}}} ;
- si la droite est parallèle à l'axe {\displaystyle Oy}, on dit parfois que sa pente est infinie, ou plus rigoureusement, que sa pente n'est pas définie[1],[2].